# George V. Grigore

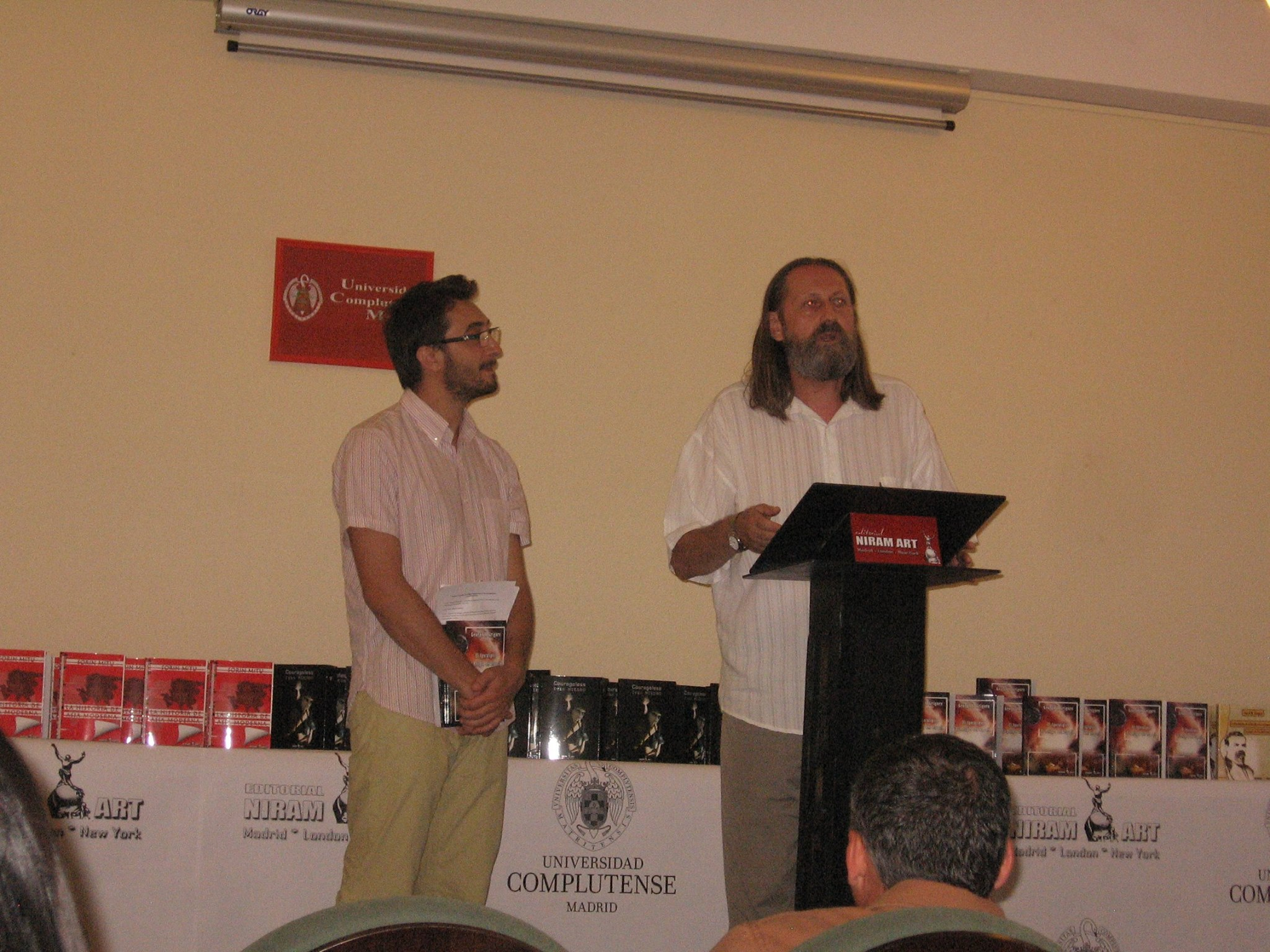
Lansare de carte in limba spaniola

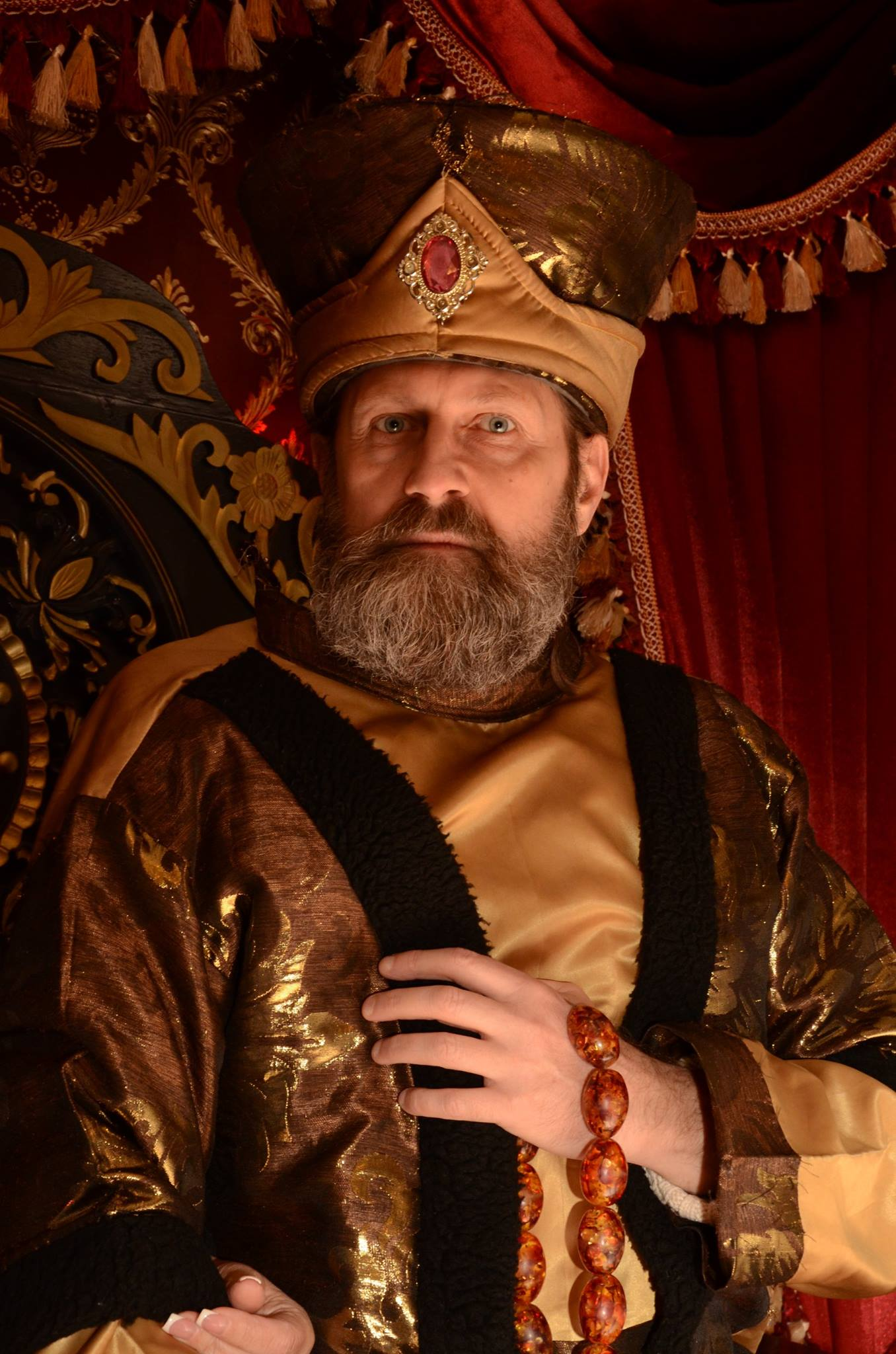
Actor teatru si film

George V. Grigore (n. 27 iulie 1961) este un actor român, cadru didactic, scriitor. 
George V. Grigore s-a născut în satul Scorteni, Comuna Mislea, din Județul Prahova, la data de 27.07.1961. Este primul dintre cei doi copii ai familiei, mai având o soră mai mică cu doi ani, Otilia Elena. Tatăl a fost maistru petrolist, la fel ca și bunicul sau. George V. Grigore, de mic a fost fascinat de mistere și cercetare. După liceu, a devenit Membru fondator și Președinte al Clubului de Speologie "Adâncurile" din Câmpina, club afiliat la Federația Română De Turism-Alpinism și la Comisia Centrala de Speologie Sportiva (în perioada 1984-1990), având colaborări fructoase cu Institutul de Speologie "Emil Racoviță"- București. Tot în acea perioadă a supravegheat și ecologizat Peștera Ialomița din masivul Bucegi. La scurt timp, George V. Grigore își descoperă pasiunea actoricească. După mirajul peșterilor, este atras de lumina reflectoarelor și de arta pedagogică, devenind actor și cadru didactic universitar. Și-a început cariera didactica în cadrul Facultății De Teatru a Universității Ecologice București în anul 1996. Din 2002 a predat Artele Spectacolului de Teatru la Universitatea Spiru Haret.   
George V. Grigore este profesor-actor masterant al Universității de Artă Teatrală și Cinematografică "Ion Luca Caragiale" din București. A mai absolvit în cadrul Facultății de Comunicare și Relații Publice (Școala Națională De Studii Politice și Administrative) cursurile privind Studii Academice Postuniversitare. A obținut diploma în Drept Internațional , absolvind cursul postuniversitar din cadrul Facultății de Drept - Universitate din București.   
George V. Grigore din anul 2015 este conferențiar universitar doctor, decan și mai apoi prodecan al Facultății de Arte din cadrul Universității Spiru Haret. Din anul 2016 a devenit șef la biroul de cultură în cadrul Centrului Județean pentru Conservarea și Promovarea Culturii Tradiționale Ilfov și redactor șef al publicației Condeie Ilfovene.   
George V. Grigore este autorul a 29 cărți:  
1. Apocalipsa - pericolul din spațiu;

2. Meta Tempesta - Tornada Cosmica apocaliptica;  
3. Vorbire - Dicțiune sau Rostirea cuvântului romanesc;  
4. Tăcere - Negraire sau Vorbire - Rostuire  
5. Teatrul - Tentația realității intru realitate  
6. Moartea morții - Nemurirea sau Expresivitatea artistic - teatrala a personajului Făt-Frumos din basmul "Tinerețe fără bătrânețe și Viață fără de moarte";  
7. Taina Codului DaVinci - Potopul Pământului;  
8. Vorbire practică - Silabisire, Educație și Împlinire;  
9. Arta improvizației Scenice;  
10. Profeția lui Tănase;  
11. Năpasta lui Caragiale sau Neîmplinitele iubiri;  
12. Improvizație scenică;  
13. Teatrul terapeutic;  
14. Teatrul gestual;  
15. Vorbirea scenica;  
16. Arta Commediei dell'Arte;  
17. El Apocalipsis - El Peligro del Espacio  
18. Vorba lui Tănase;  
19. Geții de Aur;  
20. Zeii Geți cu ochi albaștri;  
21. Geții care ne privesc;  
22. Arta Teatrului Terapeutic;  
23. D-ale lui Tănase;  
24. Romania - În Top;  
25. Adamclisi - Pământul lui Adam;  
26. Geții Roșii - Prețul sângelui;  
27. Dinozauri și mamuți din România  
28. Peșteri și grote din România;  
29. Romania - A TOP COUNTRY.    

## Filmografie
George V. Grigore a jucat în câteva filme românești și internaționale conform IMDB:
- Timpul liber (1993) - menționat Grigore George
- Sphinx - Geheimnisse der Geschichte (serial TV documentar, 1999) - tânărul Nostradamus
- Prințul nopții (film TV, 2000) - preotul ortodox
- Madhouse (2004) - Scat Man
- The Prophecy: Forsaken (2005) (Video) - Face Licking Throne
- Dracula III: Legacy (2005) (Video) - Bruno
- Nature Unleashed: Tornado (2005) (Video) - Malik
- La urgență (serial TV, 2006)
- Ghouls (film TV, 2008) - Radu
- Coronation Street: Romanian Holiday (2009) (Video) - preotul Balthazar
- Werewolf: The Beast Among Us (2012) - vânătorul de vârcolaci
- Cheia Sol (serial TV, 2015) - Matei Manolache
- They're Watching (2016) - preotul satului

## Legături externe
- George V. Grigore la Internet Movie Database